# Prosthechea garciana
Prosthechea garciana är en orkidéart som först beskrevs av Leslie Andrew Garay och Galfrid Clement Keyworth Dunsterville, och fick sitt nu gällande namn av Wesley Ervin Higgins. Prosthechea garciana ingår i släktet Prosthechea och familjen orkidéer. Inga underarter finns listade i Catalogue of Life.
Artens utbredningsområde anges som Falcón i Venezuela.

## Bildgalleri

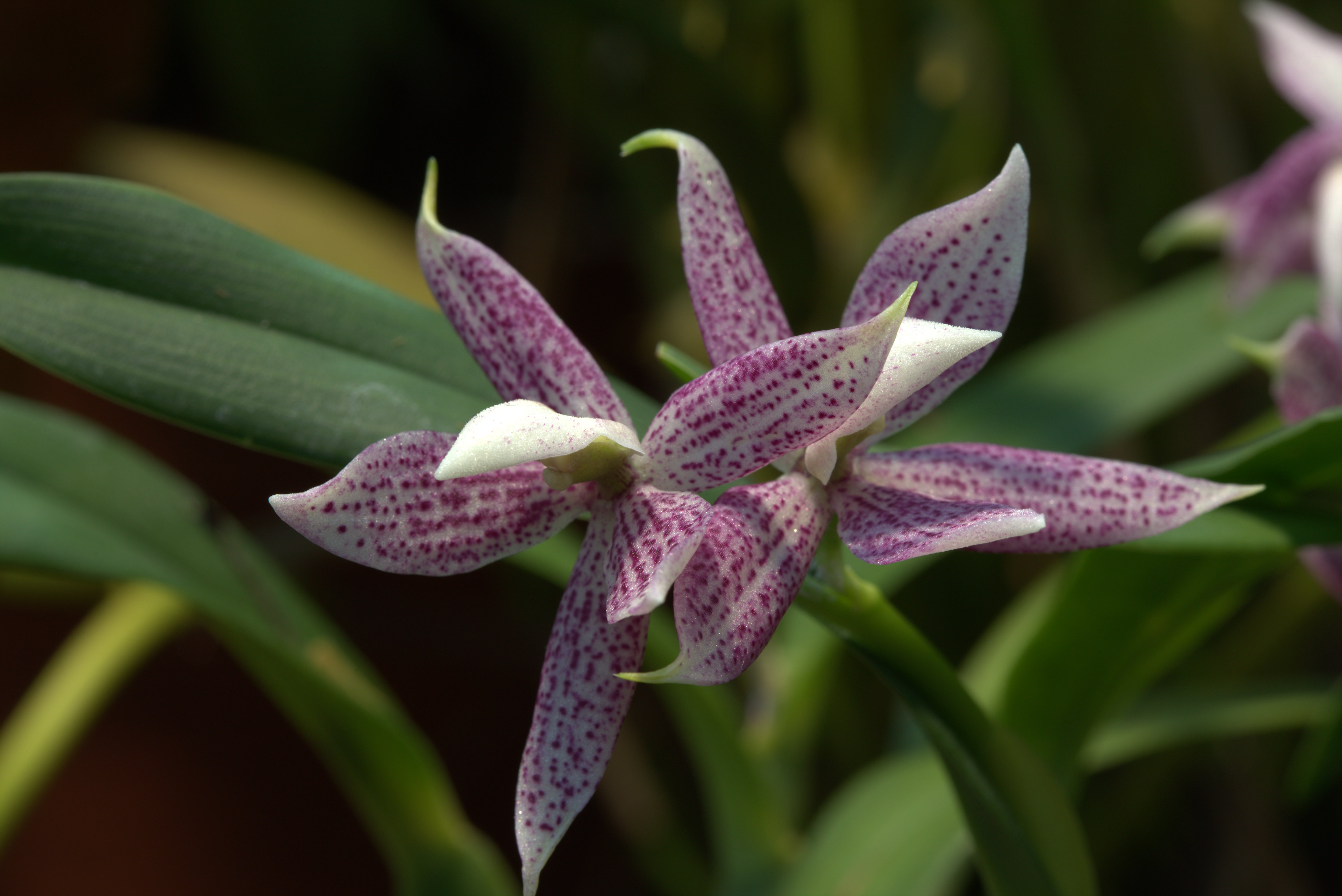
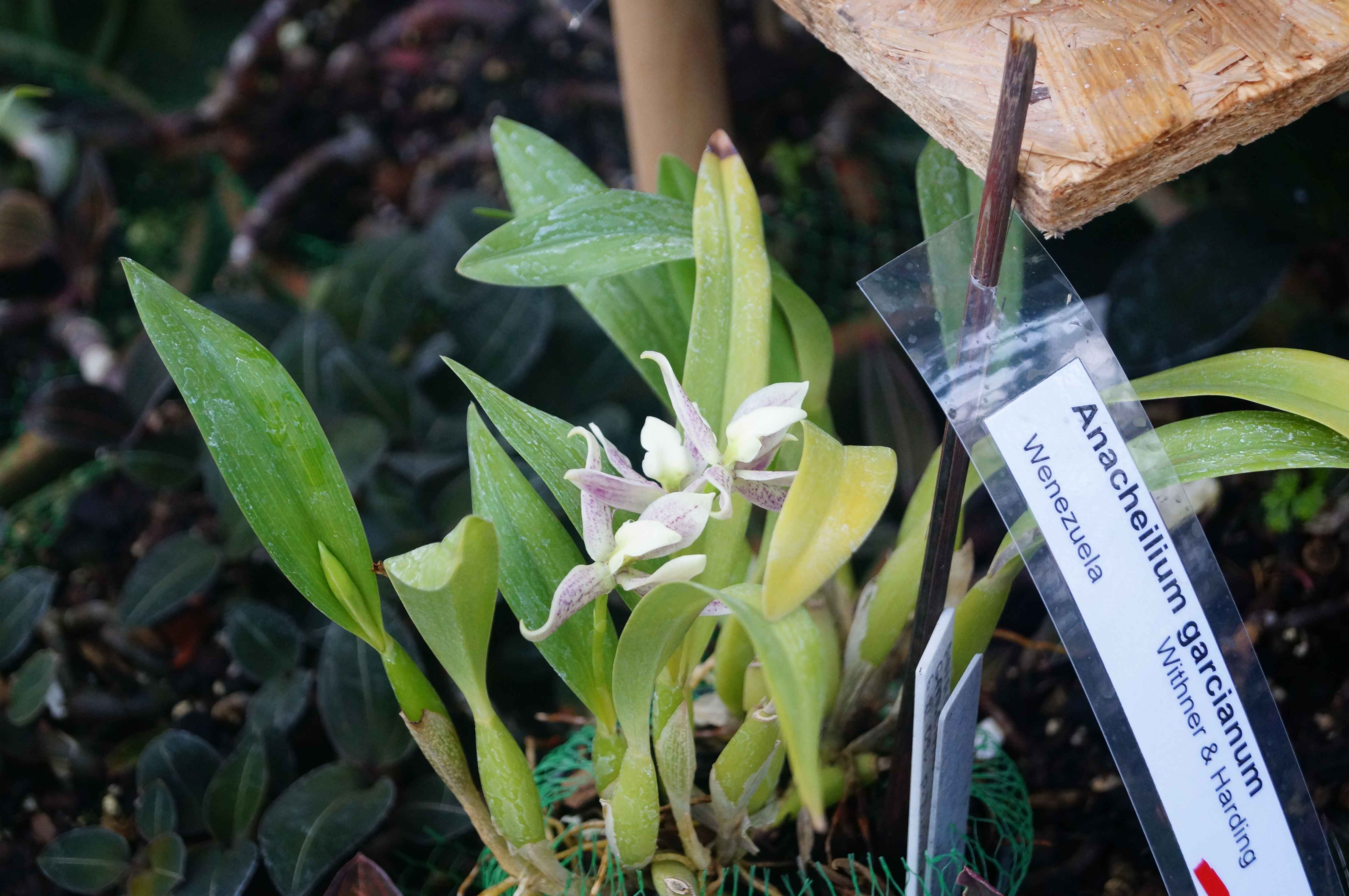
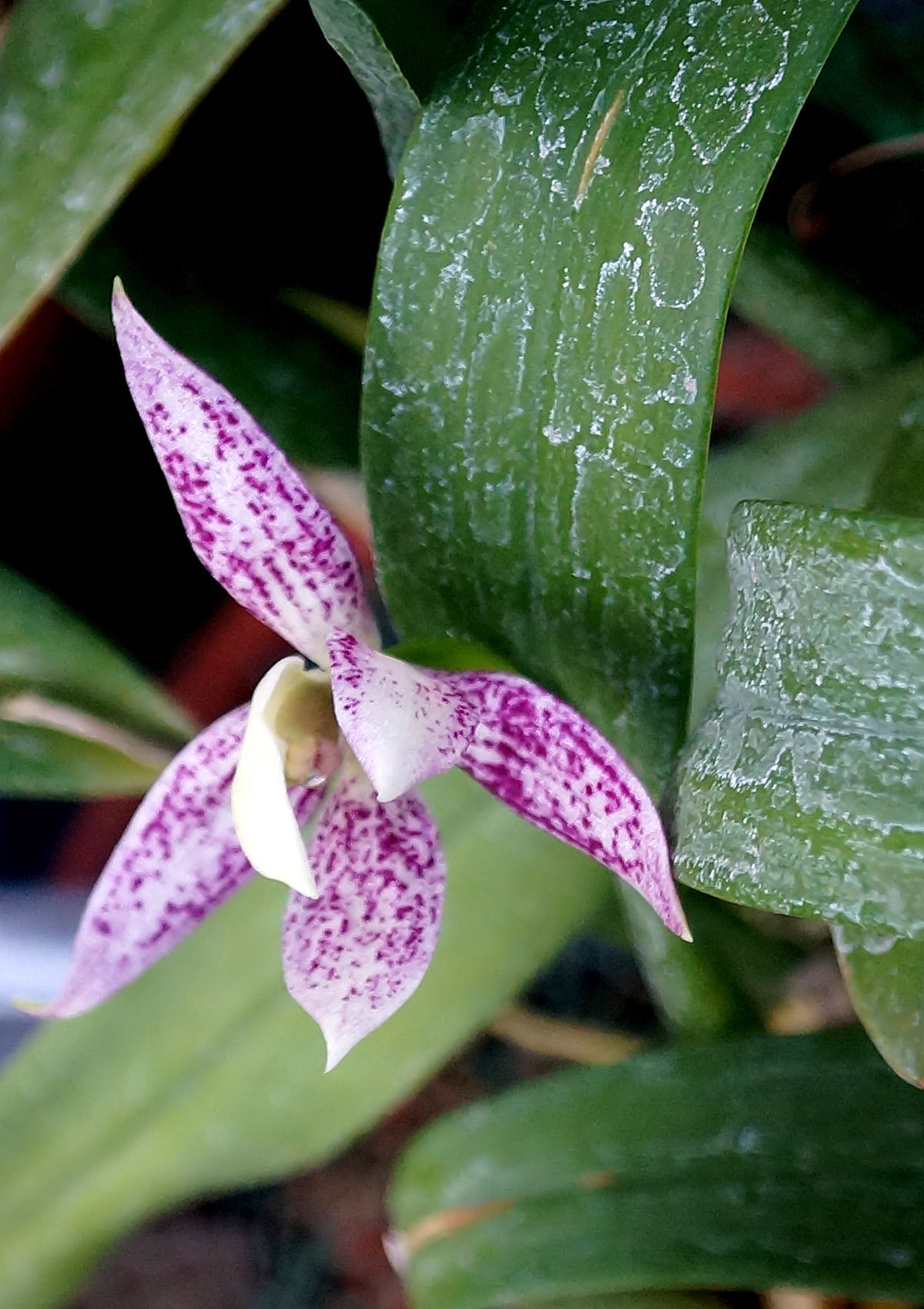